# 1071 в Україні
1071 в Україні — це перелік головних подій, що відбулись у 1071 році на території сучасних українських земель.

## Особи

### Народились
- Євпра́ксія Все́володівна (д.-рус. Еоупраксиа; пом. 1109[1]) — князівна із династії Рюриковичів. Німецька імператриця (1088—1105), дружина німецького імператора Генріха IV[1]. Донька великого князя київського Всеволода Ярославича, онука Ярослава Мудрого[1]. Сестра Володимира Мономаха[1]. 1093 року втекла від чоловіка до Італії, 1097 року — до Угорщини, 1099 року — до Русі. 1106 року стала черницею[1]. Коронаційне ім'я — Адельгейда. В німецькій історіграфії — Адельге́йда Ки́ївська (нім. Adelheid von Kiew); також — Євпра́ксія-Адельге́йда Все́володівна[1].
- Яросла́в Святосла́вич (пом. 1129) — князь муромський та рязянський (1097—1129), князь чернігівський (1123—1127). Син Великого князя Київського Святослава II. Онук Ярослава I Мудрого.

### Померли

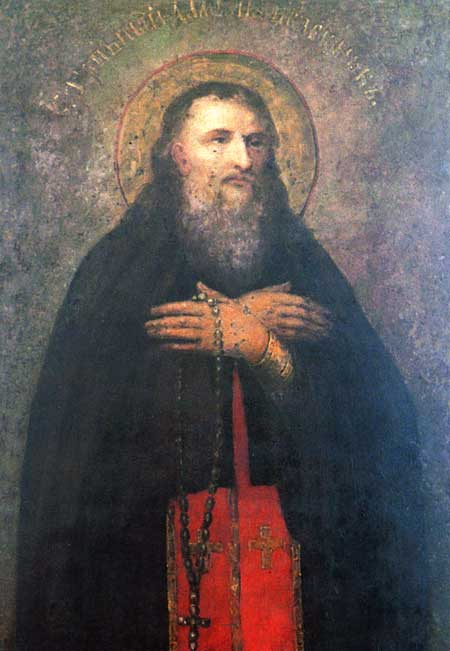
Св. Даміан Цілитель Печерський

- 18 жовтня — Святий Даміан Цілитель — чернець Києво-Печерського монастиря, пресвітер. Святий Російської та Української православних церков, шанується в лику преподобних. Пам'ять звершується 28 вересня (11 жовтня) (Києво-Печерські святі) і 5 (18) жовтня.